# نادي علي الغربي
نادي علي الغربي الرياضي هو فريق كرة قدم عراقي مقره في قضاء علي الغربي، ميسان، يلعب في الدوري العراقي الدرجة الثالثة.

## روابط خارجية
- نادي علي الغربي علي موقع Goalzz.com
- أندية العراق - تواريخ التأسيس